# كفردلي تحتاني
كفردلي تحتاني (بالكردية: Keferdelê Jêrîn أو Gundî Çîlê) هي قرية سوريّة تتبع إداريّاً لمحافظة حلب منطقة عفرين ناحية جنديرس. بلغ تعداد سكانها 282 نسمة حسب التعداد السكاني لعام 2004، و1477 نسمة حسب قيود السجل المدني لنهاية عام 2005.